# Margaret Macdonald Mackintoshová
Margaret Macdonald Mackintoshová (příjmení psáno i MacDonald MacKintoshová; 5. listopadu 1864 – 7. ledna 1933) byla britská umělkyně, která pracovala ve Skotsku a jejíž výtvarné práce pomáhaly definovat glasgowský styl secese na přelomu 19. a 20. století.

## Život
Umělkdyně se narodila jako Margaret Macdonaldová v Tiptonu ve Staffordshire mezi Birminghamem a Wolverhamptonem, její otec byl manažer dolu a inženýr. Margaret a její mladší sestra Frances navštěvovaly školu Orme Girls' School v Newcastle-under-Lyme ve Staffordshire. V roce 1890 se rodina usadila v Glasgow a Margaret i její sestra se zapsaly jako denní studentky designu na Glasgow School of Art. Tam pracovala s různými materiály včetně kovu, vyšívání a textilu. Navíc se v roce 1898 připojila ke Skotské společnosti malířů akvarelů.
Margaret začala umělecky spolupracovat se svou sestrou Frances a v roce 1896 obě pracovaly ve vlastním ateliéru na Hope Street 128 v Glasgově, kde tvořily knižní ilustrace, výšivky, šepsové panely, olovnaté sklo a tepané kovové výrobky. Jejich inovativní díla byla inspirována keltskými obrazy, literaturou, symbolismem a folklórem. Margaret později spolupracovala se svým manželem, architektem a designérem Charlesem Rennie Mackintoshem, za kterého se provdala 22. srpna 1900. Její nejznámější díla jsou dekorativní šepsové panely pro interiéry navržené spolu s manželem, jako jsou čajovny a soukromé rezidence.
Charles Rennie Mackintosh je často prohlašován za nejslavnějšího skotského architekta. Margaret Macdonald Mackintoshová byla ve srovnání s ním poněkud marginalizována. Přesto ji ve své době oslavovalo mnoho jejích vrstevníků, včetně jejího manžela, který jí kdysi v dopise napsal: „Pamatuj, jsi polovina, ne-li tři čtvrtiny celé mé architektonické tvorby.“ a prý i prohlásil „Margaret má génia, já mám jen talent.“
Margaret Macdonald Mackintoshová byla během své umělecké kariéry aktivní a uznávaná, v letech 1895 až 1924 přispěla na více než 40 evropských a amerických výstav. Špatný zdravotní stav její kariéru zkrátil a pokud je známo, po roce 1921 nevytvořila žádné dílo. Zemřela v roce 1933.

## Ukázky díla

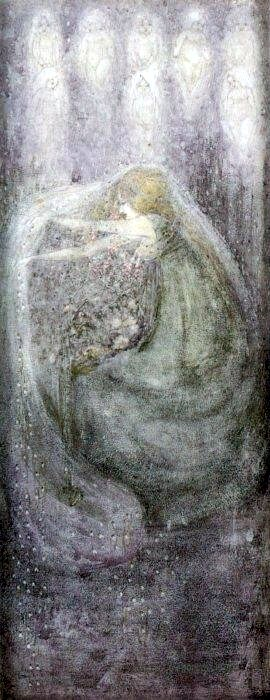
Zima, 1898.
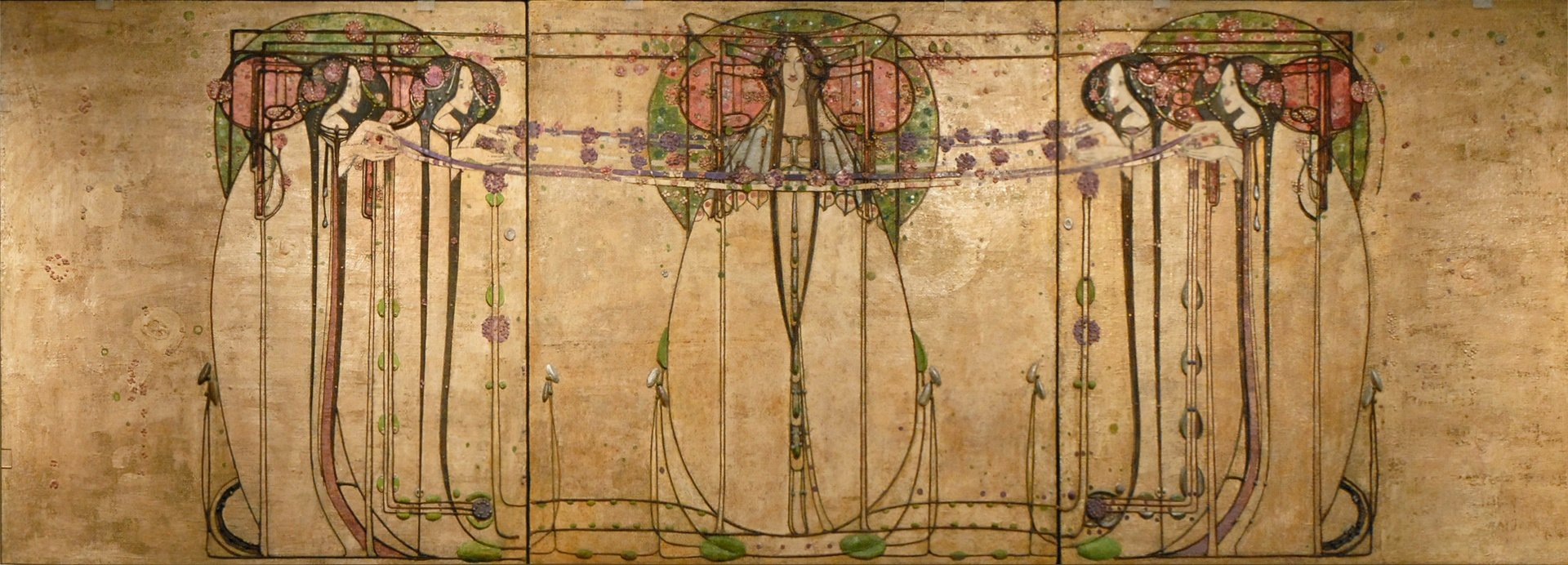
Královna máje, 1900.
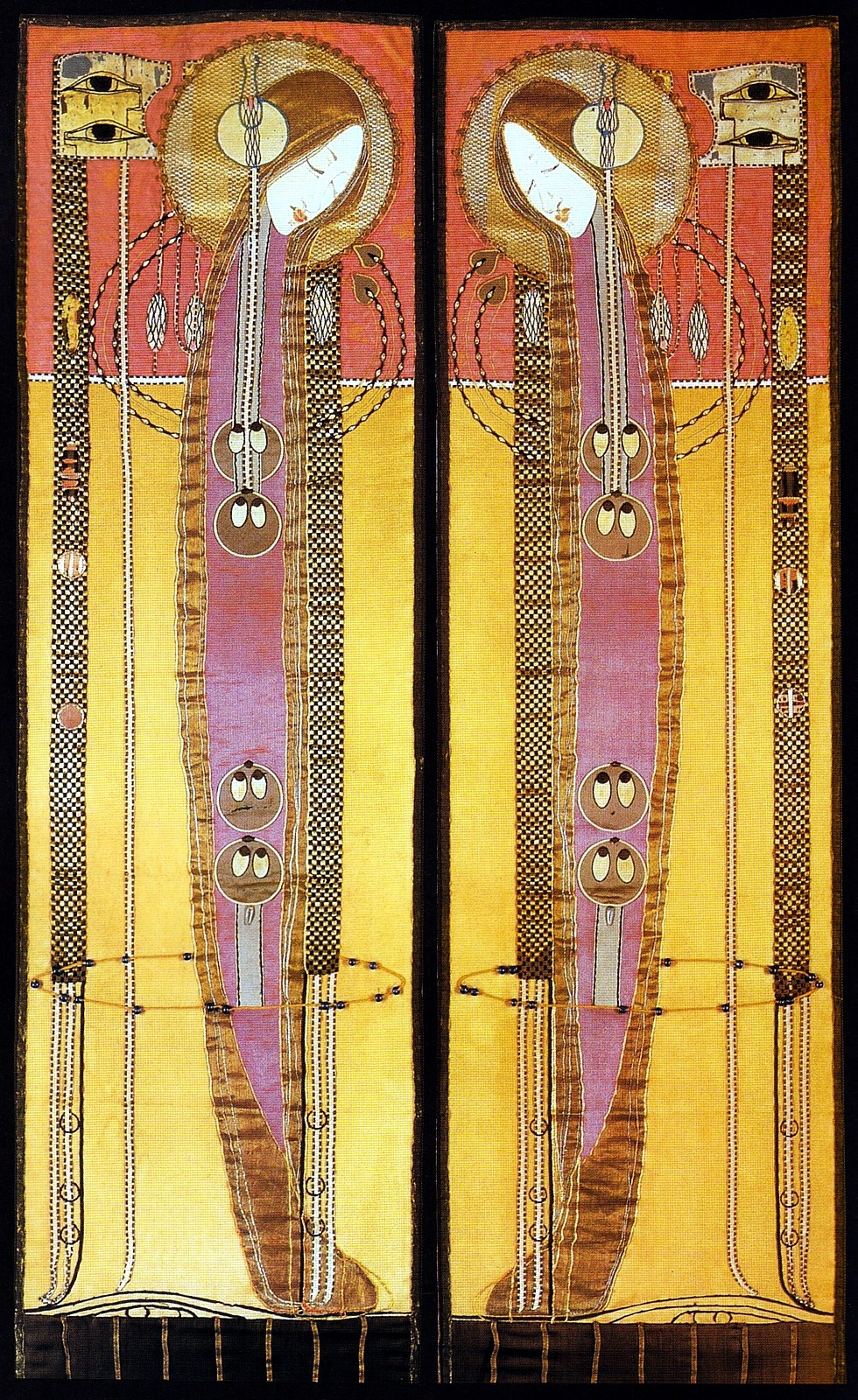
Vyšívané panely, 1902.
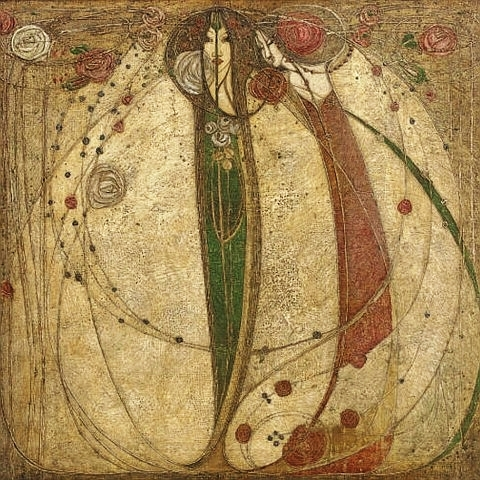
Bílá růže a červená růže, 1902.
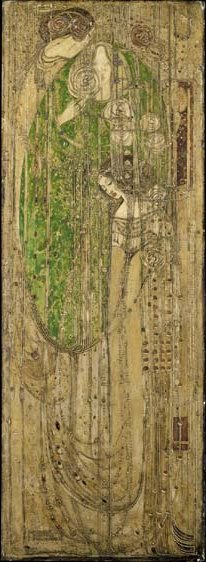
Ach, vy všichni, co chodíte Willowwoodem, 1903.
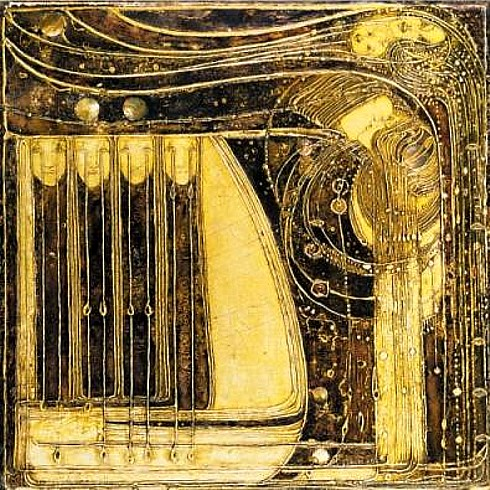
Opera větrů, 1903.
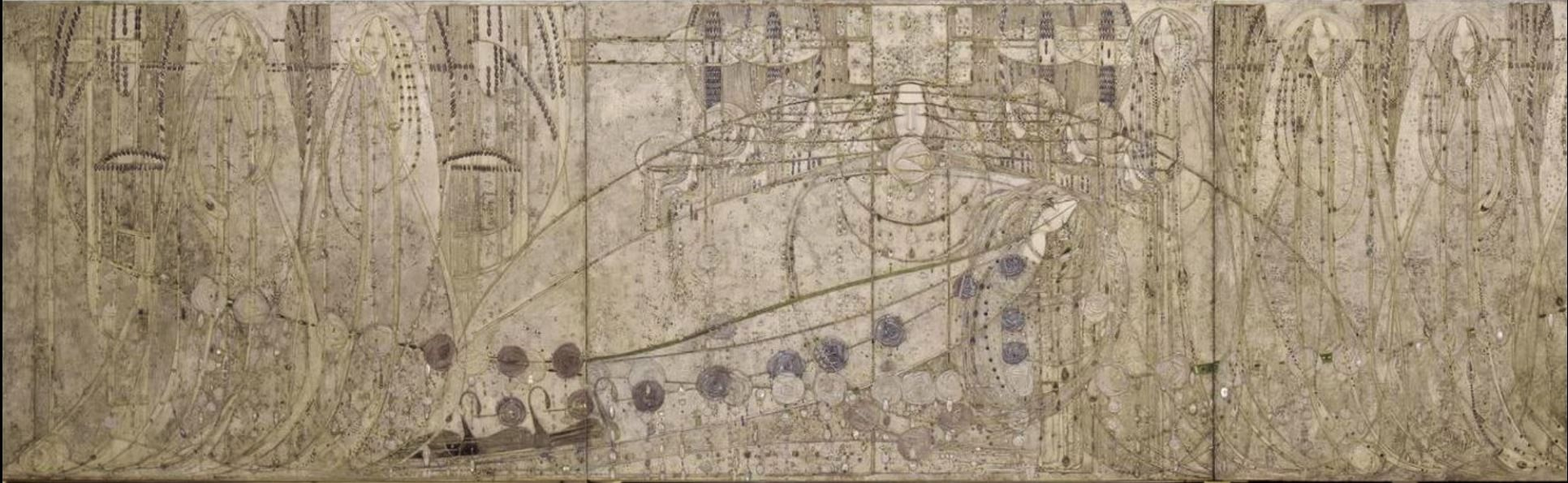
Sedm princezen, 1907
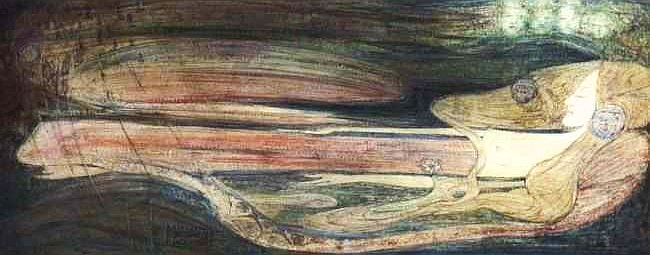
Ofélie, 1908.
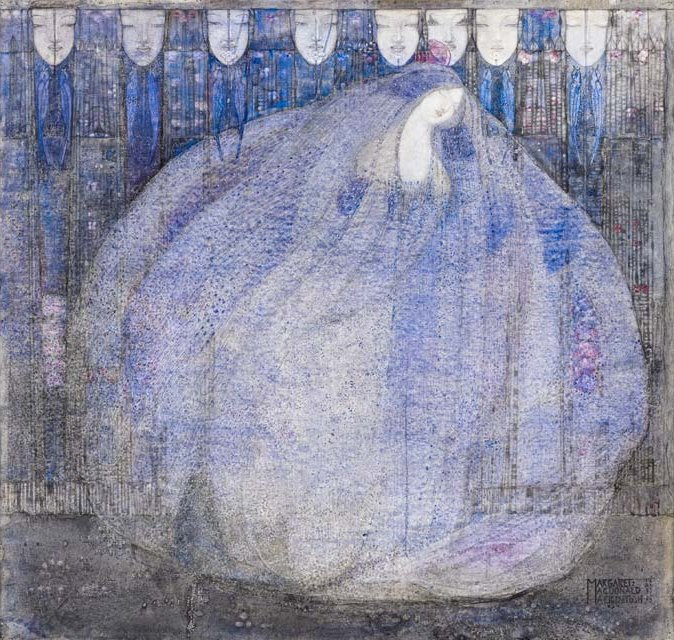
Tajemná zahrada, 1911.
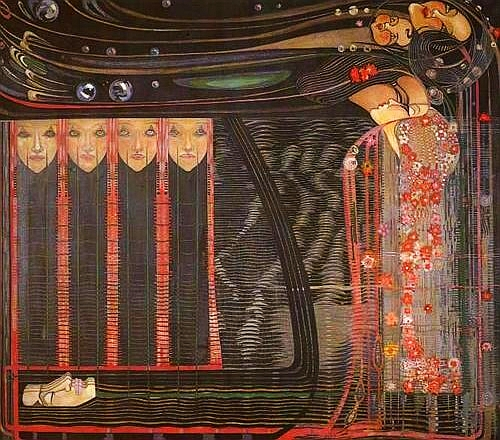
Opera moří, 1915.
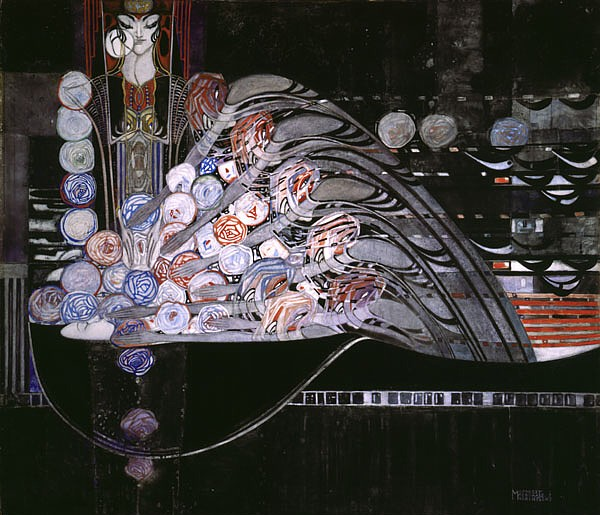
La mort parfumée, 1921.
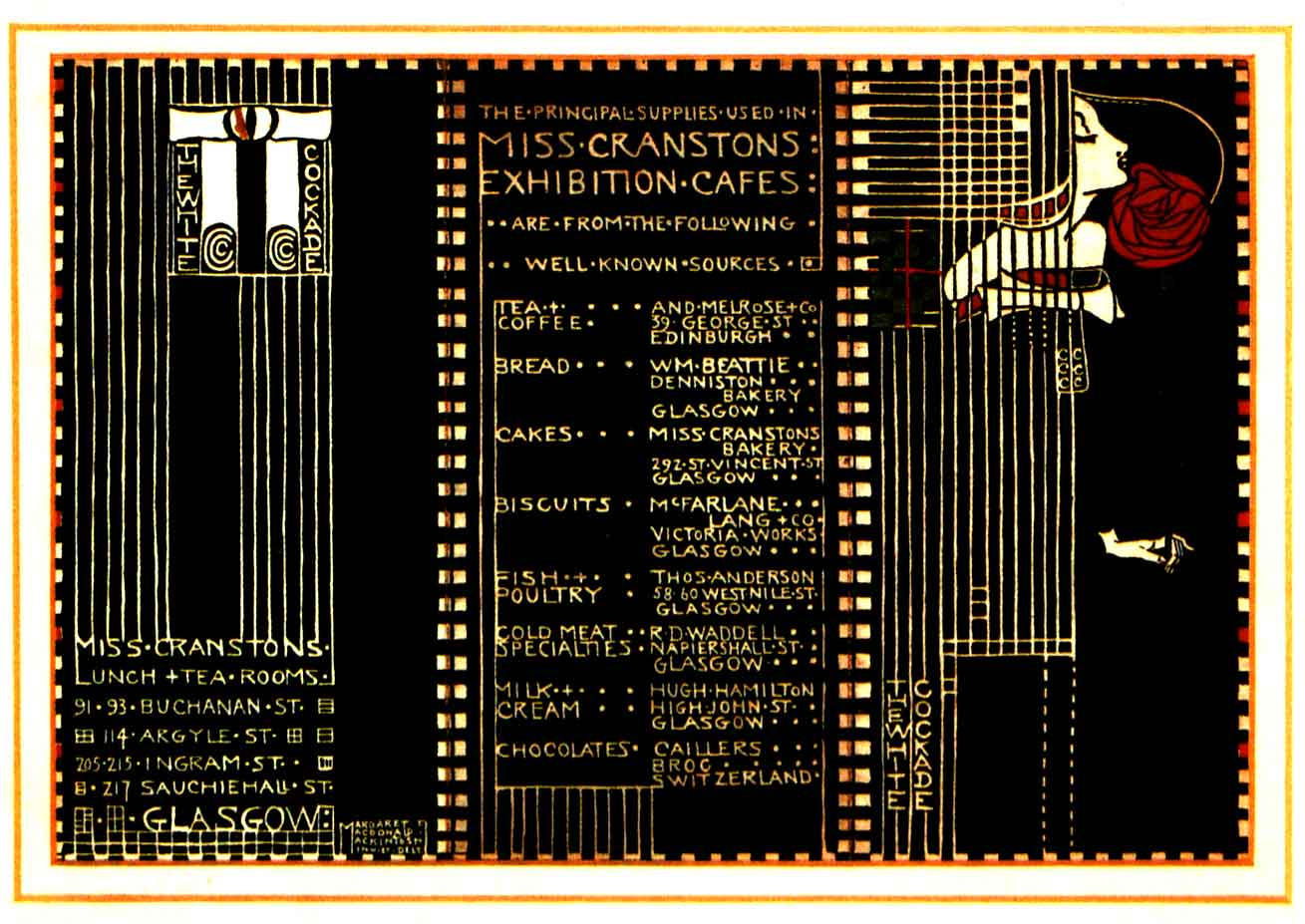
Návrh jídelního lístku, 1911.
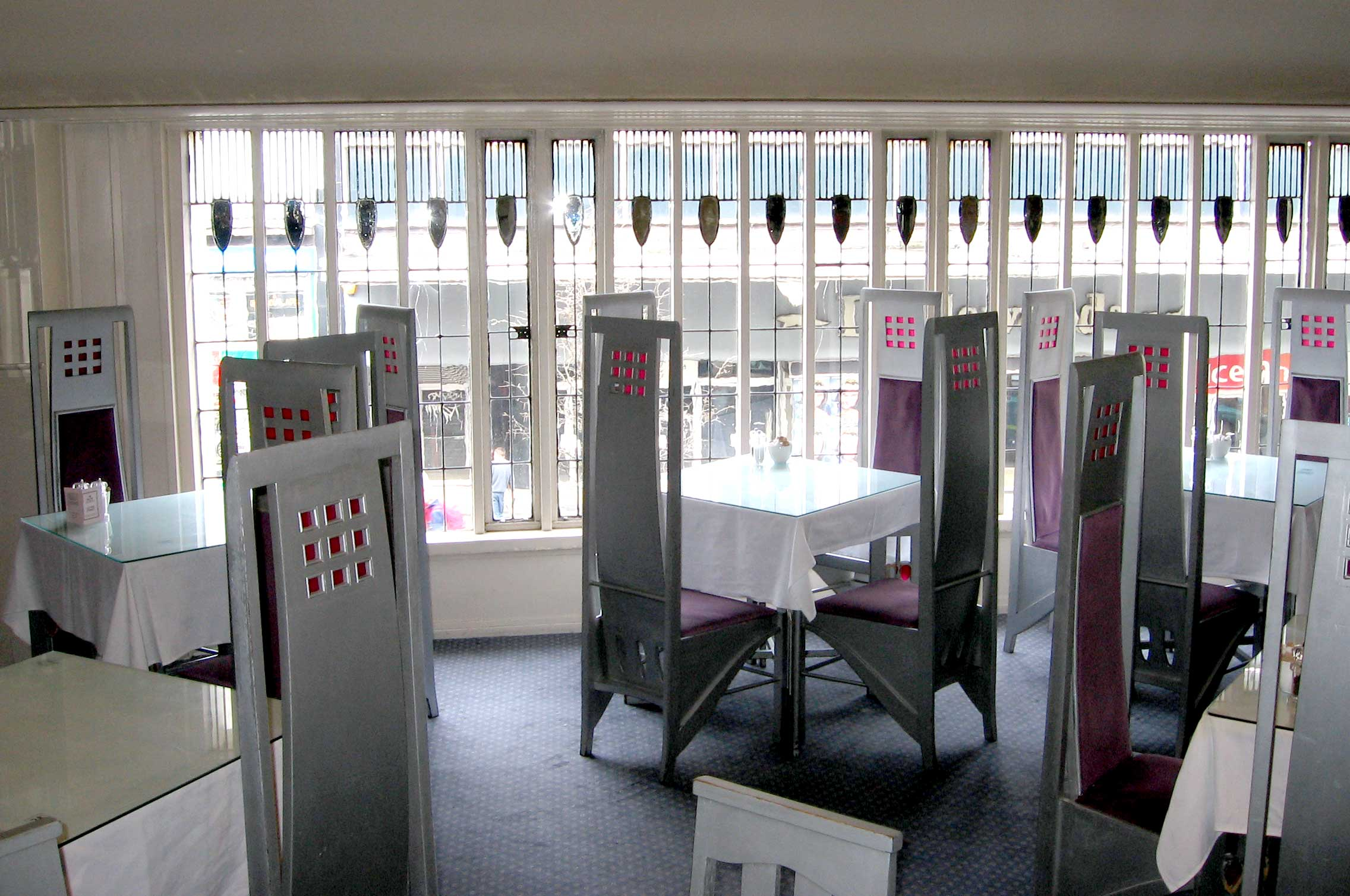
Pokoj de luxe ve Willow Tearooms.